# Centrothele cardell
Centrothele cardell là một loài nhện trong họ Lamponidae. Loài này được phát hiện ở Queensland.